# Bajerze
Bajerze – wieś w Polsce położona w województwie kujawsko-pomorskim, w powiecie chełmińskim, w gminie Kijewo Królewskie.

## Podział administracyjny
W latach 1975–1998 miejscowość administracyjnie należała do województwa toruńskiego.

## Demografia
Według Narodowego Spisu Powszechnego (III 2011 r.) wieś liczyła 376 mieszkańców. Jest czwartą co do wielkości miejscowością gminy Kijewo Królewskie.

## Położenie
Wieś położona jest około 12,5 km na południe od Chełmna. 

## Historia
Z miejscowością związany jest Mikołaj z Bajerza (Bajerski), członek Związku Pruskiego od 1450 roku, później starosta w Radzyniu Chełmińskim, który bronił w 1456 roku tamtejszego zamku, gdzie w czasie wojny trzynastoletniej schroniła się szlachta chełmińska wierna Polsce. Wieś wzmiankowana w 1789 roku jako folwark i dwór z karczmą, należące do majątku Bolumin. 

## Zabytki
Według rejestru zabytków NID na listę zabytków wpisany jest zespół pałacowy:
- pałac z końca XIX w., nr rej.: A/609 z 4.02.1991
- park z 1 połowy XIX w., nr rej.: A/454 z 26.11.1984.

## Stowarzyszenia religijne
W Bajerzu mieści się przeorat Bractwa Kapłańskiego Świętego Piusa X.